# Cyprinella xanthicara
Cyprinella xanthicara är en fiskart som först beskrevs av Minckley och Lytle, 1969.  Cyprinella xanthicara ingår i släktet Cyprinella och familjen karpfiskar. IUCN kategoriserar arten globalt som starkt hotad. Inga underarter finns listade i Catalogue of Life.